# 夢見
《夢見》（Mida）是在台灣進行跨媒體製作的一個計畫，以動畫電影為主。於2013年5月17日發表漫畫《夢見 D-ZONE》，並在2013年10月進行試映會募資，2013年11月15日上映動畫電影《夢見。MIDA》，並於2013年12月發行電影原聲帶唱片。
動畫電影以2DCG畫面呈現真實世界、3DCG畫面呈現夢世界的方式，做為兩個世界的區別，會隨著劇情發展而做切換；場景方面，運用不少的台灣特色建築與文化；劇情方面，反映了現實社會的問題。於2013年底上映。

## 劇情簡介
夢世界是一個與真實世界平行的空間，每個人作夢的時候，都是來到同一個夢世界。
女主角藍雨青（Mida）是夢療師，她可以離開自己的夢境，看到整個夢世界，並進入別人的夢中，改變夢境，為人們解決心靈問題。當她在夢中唱歌時，還可以將眾人的夢境相連在一起。劇情始於Mida與高中少女「蘇希萌」的相遇。希萌從小深受預知夢的困擾，她在夢中預知了恐怖事件，而意外被調查局當成恐怖份子。直到Mida進入她的夢境，才解除嫌疑。Mida帶領希萌在夢中成長，讓她明白，未來還是有改變的機會，每個人都有選擇未來的權利，希萌開始勇敢面對自己的預知夢。

## 登場角色
登場角色按片尾順序排列，配音員名單參考官網。
Mida（配音：穆宣名）
Mida是繼承了400年前，西拉雅族分支-拉美伊人巫女的力量，因此成為能連結眾人夢境的歌手、可以進入別人夢中的夢療師。她可以改變夢境，卻無法改變真實的自己。具有一半的臺灣原住民血統。因為曾是植物人昏迷1年，昏迷期間，Mida產生了特異功能，可以在夢中維持清明意識（清醒夢），並且可以自由進出別人的夢境，甚至把許多人相連在同一個夢境中。因她的能力，「進化元音」可以在夢中舉辦演唱會，讓人們在夢中進入、欣賞樂團的演唱，到最後被莫飛在夢中以夢遊的方式控制身體到可以走路。
莫飛（配音：李勇）
由秘密實驗室創造出來的人工智慧程式，與Mida一樣可以自由進出別人的夢境，其主要任務為監視、操控人們的夢境，外型是莫主任死去的親兒子莫飛為造型。
蘇希萌（配音：薛晴）
本篇的第一主角，從小到大被惡夢纏身的高中女生，惡夢也是她的預知夢。與同班同學的樂樂是好朋友，暗戀同校男生李青澤。
莫主任（配音：孫中台）
冷先生的左右手。曾經在其他的實驗室工作，因為實驗室面臨資金問題，而無法繼續運作，只好投靠冷先生。
冷先生（配音：夏治世）
秘密實驗室負責發號施令的人。
顏虹（配音：胡念慈）
顏虹臉上有一塊胎記，經常以長髮瀏海遮掩，但在夢中演唱時，微風吹動她的前額的瀏海，露出的卻是素淨美麗的臉龐，沒有任何的胎記。個性非常溫柔而害羞，外型卻非常亮麗搶眼，在校園中是許多男生眼中有名的「殘念の羞girl」。
東東（配音：徐偉翔）
東東患有高功能的輕微自閉症，沈默少言的他，因此散發出一股憂鬱型男的氣息，增添不少神祕感。東東從小就對音樂具有天賦，在許多鋼琴比賽與表演中，獲得不少獎項，但他的內心卻渴望流行音樂。東東與小彤為同班同學，因小彤而加入Mida的樂團，擔任貝斯手。
由於自閉症伴隨著部分「感覺過敏症」，使東東對聲音非常敏感，也因此擁有絕佳的音感，聽過的旋律節拍可以馬上記住。因為東東對聲音很敏感，所以很能體會小彤的感覺過敏症，自閉症的他，只有對小彤能展現某種關懷的情感。
阿泰（配音：張騰）
阿泰患有白化症，並伴隨弱視、畏光，出門在外經常戴著墨鏡。
剛從大學畢業的阿泰，是社會新鮮人，但一直找不到穩定收入的工作，又因為熱愛音樂，而先在一家地下電台擔任DJ。電台收入不多，過著有一餐沒一餐的生活，卻仍然熱愛音樂、熱愛生命。阿泰與顏虹在電台相識，並進而透過顏虹，認識Mida，成為樂團的鍵盤手。由於阿泰年紀最大，大家公推他為團長。
小彤（配音：高幼帆）
小彤個性格叛逆，患有嚴重的感覺過度敏感症，包括對光線、聲音敏感，特別是觸覺方面更為嚴重。從小就無法忍受別人的碰觸，嬰兒時期就是一個「不愛被撫摸、擁抱的小孩」。因為對許多衣服的質料都會敏感，甚至連衣服都不想多穿。感覺過敏症，造成小彤生活上很大的痛苦，所以她必須透過用力打鼓來發洩心中的壓力。

艾潔（配音：蔣篤慧／幼年：連思宇）
育有小孩的母親，常常夢見自己被媽媽關在衣櫃內。
崔處長（配音：王希華）
調查局的處長，以為蘇希萌是炸彈客的同夥而把蘇希萌抓到調查局談判，同時也是艾潔的丈夫，還為了孩子與艾潔吵架到差點離婚。
艾潔母（配音：謝佼娟）
艾潔的母親，在艾潔小時候把艾潔關在衣櫃內，並吃了毒藥自殺而死。
樂樂（配音：柯萱如）
個性外向的高中女生，經常調侃蘇希萌。
李青澤（配音：高德宇）
別班的高中男生，功課方面優秀，被樂樂說是書呆子，蘇希萌的暗戀對象，但常常擦身而過。
小孟（配音：鈕凱暘）
樂樂的男性網友，有錢又愛搞笑，經常找樂樂一起去玩，也約去KTV唱歌。
阿立（配音：徐偉翔）
小孟的好友，但在蘇希萌喝醉的時候，在廁所內差點與蘇希萌發生性侵害行為。
希萌祖母（配音：陳淑珠）
蘇希萌的祖母，非常疼愛蘇希萌。
阿宗（配音：王辰驊）
調查局的員工，原本也以為蘇希萌是炸彈客同夥，但蘇希萌被Mida夢療過後，就不認為蘇希萌是炸彈客的同夥，並送她離開調查局。
夢獸（配音：劉艾靈）
名子為貝貝，乘坐貝貝就可以遨翔在夢世界中，也擁有食夢的能力。
- 實驗室警衛（配音：張騰）
- 路人男（配音：鈕凱暘）
- 路人女（配音：張乃文）
- TV主播（配音：謝佼娟）
- 同學甲（配音：張乃文）
- 同學乙（配音：連思宇）
- 同學丙（配音：鈕凱暘）
- 炸彈客（配音：徐偉翔）
- 年輕科學家（配音：馬伯強）
- 女學生（配音：高嘉鎂）
- 大樓保全（配音：馬伯強）

## 製作人員
完整製作人員名單請參考此篇新聞：。
| 導演             | 張永昌                           |
| 副導演           | 熊閏琴、葉駿德、黃有傑、朱心怡   |
| 編劇             | 翁文信                           |
| 總製片、監製     | 翁文信                           |
| 美術總監         | 朱心怡                           |
| 執行製片         | 金貴富                           |
| 人物原案         | 陳曉貞                           |
| 服裝設定         | 氫酸鉀                           |
| 人物設定         | 陸偉忠（2D）、艾雷廸（3D）       |
| 夢獸設定         | 林昉昉                           |
| 場景設定         | 薛麗花、張鴻鍇                   |
| 分鏡腳本         | 陸偉忠、陳過、徐一之             |
| 製作             | 異想風影音文化股份有限公司       |
| 出品人           | 廖淑君、梁麗敏、翁秋燕           |
| 聲音製作（配音） | 大人物藝術製作有限公司           |
| 對白指導         | 李勇                             |
| 音樂製作         | 健康合作社                       |
| 作曲             | 溫子捷                           |
| 混音             | 原艾音樂、陳陸泰                 |
| 錄音室           | 112F Studio                      |
| 錄音師           | 原艾音樂、陳陸泰                 |
| 剪接             | Editor Kent                      |
| 杜比混音工程     | 中影影視製片廠錄音室             |
| 聲音指導         | 鄭旭志                           |
| 對白剪輯         | 何湘鈴                           |
| 音效剪輯         | 何湘鈴、王逸勳                   |
| 杜比混音         | 鄭旭志                           |
| DCP              | 兔將創意影業股份有限公司         |
| 主任             | 謝錫堃                           |
| 雲端儲存         | 川鋒股份有限公司                 |
| 2D動畫製作       | 文瀾資訊有限公司                 |
| 人物定色         | 劉文煌                           |
| 構圖指導         | 薛麗花                           |
| 構圖             | 張鴻鍇、陸偉忠、陳政哲           |
| 原畫指導         | 熊閏琴、沈睿騏                   |
| 電腦動畫         | 馬裕忠、林露霞                   |
| 背景指導         | 劉文煌                           |
| 3D動畫製作       | 肯特動畫數位獨立製片股份有限公司 |
| 3D動畫導演       | 黃有傑、葉駿德                   |
| 美術指導         | 黃有傑                           |
| 3D動畫           | 吳建緯、李岡、陳春蓉、梁琇惠     |
| 特效             | 陳洊桓、賴彥崴                   |
| 燈光、合成       | 黃有傑、陳怡伶、劉智弘           |
| 群體動畫模擬     | 吳明德                           |
| 資料統合         | 吳明德                           |
| 執行             | 蔡沛文                           |
| 動作指導         | Ryou、施冬麟                     |

## 主題曲
- 唱片製作統籌：彭丞吉

主題曲
「我不是你想像的那樣」
主唱：Mida／作詞：翁文信、UJ／作曲：黃尹浩／製作人：彭丞吉／編曲：黃尹浩／和聲編寫：彭丞吉／錄音：張念達／混音：柯宗佑／錄音室：浩世音樂製作／協力製作：黃尹浩、張念達
插入曲
「魅」
主唱：Mida／作詞：UJ、翁文信／作曲：黃尹浩／製作人：彭丞吉／編曲：黃尹浩／和聲編寫：彭丞吉／錄音：張念達／混音：柯宗佑／錄音室：浩世音樂製作／協力製作：黃尹浩、張念達
「寂寞天堂」
主唱：Mida／作詞：UJ／作曲：黃尹浩／製作人：彭丞吉／編曲：黃尹浩／和聲編寫：彭丞吉／錄音：張念達／混音：柯宗佑／錄音室：浩世音樂製作／協力製作：黃尹浩、張念達
「在夢中醒來」
主唱：Mida／作詞：彭丞吉／作曲：彭丞吉／製作人：彭丞吉／編曲：黃尹浩／和聲編寫：彭丞吉／大提琴：朱彩蓁／錄音：張念達／混音：柯宗佑／錄音室：浩世音樂製作／協力製作：黃尹浩、張念達
片尾曲
「不同凡響」
主唱：Mida／作詞：Piao Chen／作曲：Piao Chen／製作人：彭丞吉／編曲：黃尹浩／和聲編寫：彭丞吉／錄音：張念達／混音：柯宗佑／錄音室：浩世音樂製作／協力製作：黃尹浩、張念達
「夢醒之間」
主唱：Mida／作詞：張念達／作曲：張念達／製作人：彭丞吉／編曲：張念達／和聲編寫：彭丞吉／錄音：張念達／混音：柯宗佑／錄音室：浩世音樂製作／協力製作：黃尹浩、張念達

## 相關商品

### 漫畫
漫畫版標題為《夢見 D-ZONE》，原作為文瀾資訊有限公司、並由Magi Wu負責編劇、Salah-D負責作畫。於台灣角川電子雜誌《FORCE原力誌》2013年11月13日開始連載。目前已發行一冊單行本。
| 卷數 | 台灣角川       | 台灣角川               |
| 卷數 | 發售日期       | ISBN                   |
| ---- | -------------- | ---------------------- |
| 1    | 2013年11月14日 | ISBN 978-986-325-519-2 |

### 一般書籍
| 類型     | 書名                                                                      | 作者                 | 發售日期       | 出版社   | ISBN                   | 來源   |
| -------- | ------------------------------------------------------------------------- | -------------------- | -------------- | -------- | ---------------------- | ------ |
| 多媒體書 | 《遇見幸福的地方，放掉憂愁的旅程。 －Mida、工頭堅與黃建昌的慢遊屏東手札》 | Mida、工頭堅、黃建昌 | 2009年3月12日  | 文瀾資訊 | ISBN 978-986-850-660-2 | [ 17 ] |
| 小說     | 《只要有人思念著我》                                                      | 陳晶                 | 2011年12月31日 | 文瀾資訊 | ISBN 978-986-850-663-3 |        |

### 音樂專輯
- 療傷小魔女MIDA
  - 2009年2月24日：我的心很淡[18]
  - 2011年1月20日：只要有人思念著我[19]

## 評價
- 音樂的部分獲得不錯的評價。
- 有部分網友認為，官方網站在劇情簡介透露過多的劇情（官方後來針對劇情簡介做了修正）。
- 官方舉辦Mida的浮空投影（全像攝影）演唱會活動，常被拿來與初音未來的現場演唱會比較。

### 獎項
- 100年度金穗獎優良劇本入圍作品[20]

## 合作企劃

### 宣傳動畫
於2012年8月16日發布《深夜的末班墾丁快線》宣傳動畫，是為屏東恆春民謠節製作的15分鐘的短片。
登場人物：
- 夏青：龍顯蕙
- Mida：穆宣名
- 阿豪：蔣鐵城
- 小杰：
- 雅珍：雷碧文

### 官方活動

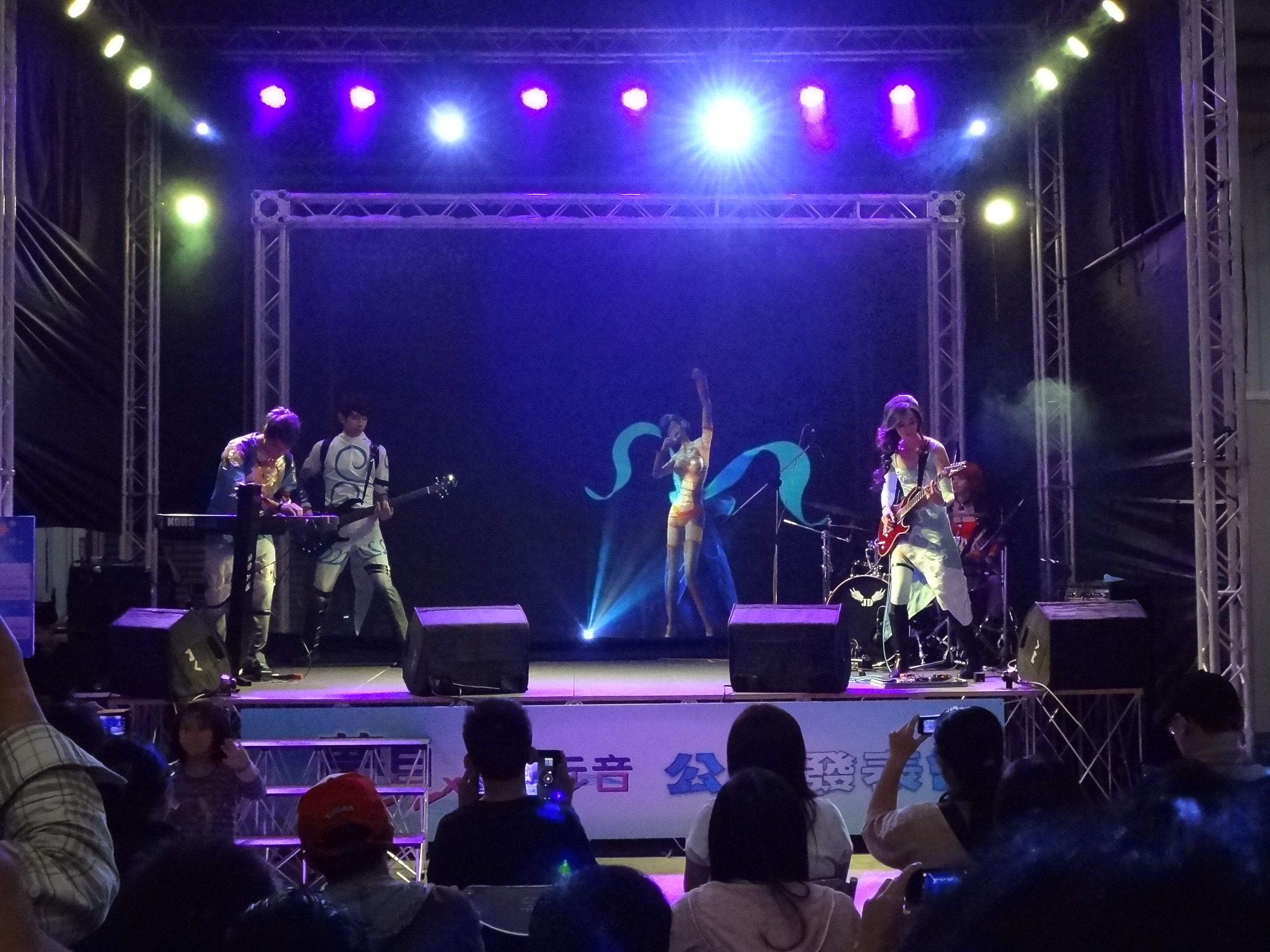
夢見*進化元音浮空投影演唱會

| 日期 | 活動名稱                                                  | 地點                                            |
| --- | --------------------------------------------------------- | ----------------------------------------------- |
| 2013年3月3日 | 「夢見」預告試映座談會                                    | 府中15新北市動畫故事館「跨越疆界—動漫之間特展」 |
| 2013年4月27日～2013年4月28日 | Salah-D簽名會                                             | 台大綜合體育館「Petit Fancy 18」                |
| 2013年7月27日～2013年7月28日 | 夢見*進化元音浮空投影演唱會（※）                          | 台大綜合體育館「Fancy Frontier 22」             |
| 2013年10月3日～ | 「夢見」校園巡迴活動                                      | （台灣部分校園）                                |
| 2013年10月9日～2013年11月9日 | 天馬行空x夢見x繪畫饗宴                                    | （網路活動）                                    |
| 2013年10月26日 | - PF19夢見活動 - 夢見製作幕後 - 聲優現場活動 - 電影原畫展 | 台大綜合體育館「Petit Fancy 19」                |
| 2013年11月16日～2013年11月17日 | 夢見*進化元音浮空投影演唱會（※）                          | 大台中國際會展中心「2013臺中動漫節」            |
| ※註：以"進化元音"的五位角色為主題的表演活動，Mida以浮空投影3DCG的模樣登上舞台，小彤、東東、顏虹、阿泰由真人樂團Cosplay現場演奏樂曲。 |                                                           |                                                 |

### 其他單位合作活動
| 日期                                                                          | 單位名稱               | 活動名稱                                             | 地點                                |
| ----------------------------------------------------------------------------- | ---------------------- | ---------------------------------------------------- | ----------------------------------- |
| 2013年3月29日～2013年6月2日                                                   | 府中15新北市動畫故事館 | 艾雷迪創作紀念展（※）                                | 府中15新北市動畫故事館              |
| 2013年11月2日、 2013年11月9日                                                 | 超越達人               | 達人現身講座 - 3D故事工場，實現台灣動畫電影夢        | 政大書城台南店、 政大書城高雄光華店 |
| 2013年11月9日                                                                 | 動漫我要聽             | 達人上菜 - 我們都有一個相同的夢─原創動畫電影《夢見》 | （廣播節目）                        |
| 2013年11月18日                                                                | 大人物藝術製作         | 《夢見》‧動漫我要聽專屬聲優特映會                    | 台北西門町今日秀泰影城              |
| ※註：在展覽會場展示艾雷迪繪製的夢見人物設定稿，並輪播預告片與遺失時間的夏日。 |                        |                                                      |                                     |

## 外部連結
- 夢見x進化元音 - 《夢見》官方網站（舊）（繁體中文）
- 夢見 MIDA （页面存档备份，存于） - 《夢見》官方網站（新）（繁體中文）
- 夢見的Facebook專頁（繁體中文）
- 夢見的Plurk專頁（繁體中文）
- YouTube上的夢見動畫電影2分鐘片花（繁體中文）
- NICONICO動畫上的預告影片
  - http://www.nicovideo.jp/watch/sm22041698 （页面存档备份，存于）（日語）
  - http://www.nicovideo.jp/watch/sm22180280 （页面存档备份，存于）（日語）
- 夢見 D-ZONE - 漫畫版連載網站